# Гексозы
Гексозы-C6H12O6, простые сахара — моносахариды, содержащие 6 атомов углерода; в природе встречаются в свободном виде — в виде глюкозидов входят в состав ди- и полисахаридов, эфиров фосфорной кислоты, гликопротеинов.

## Распространение в природе
Широко распространены в природе — содержатся в растительных и животных тканях как в свободном виде, так и в составе полисахаридов.

## Альдозы и кетозы
Гексозы, содержащие в молекуле альдегидную группу, относятся к альдозам (аллоза, альтроза, глюкоза, манноза, гулоза, идоза, галактоза, талоза), кетонную — к кетозам (псикоза, фруктоза, тагатоза, сорбоза). Наиболее важны глюкоза, фруктоза и галактоза.

## Применение
Гексозы служат сырьём для многих видов микробиологической промышленности (производство молочной кислоты, ацетона, глицерина и др.).